# Parque natural Kopački Rit

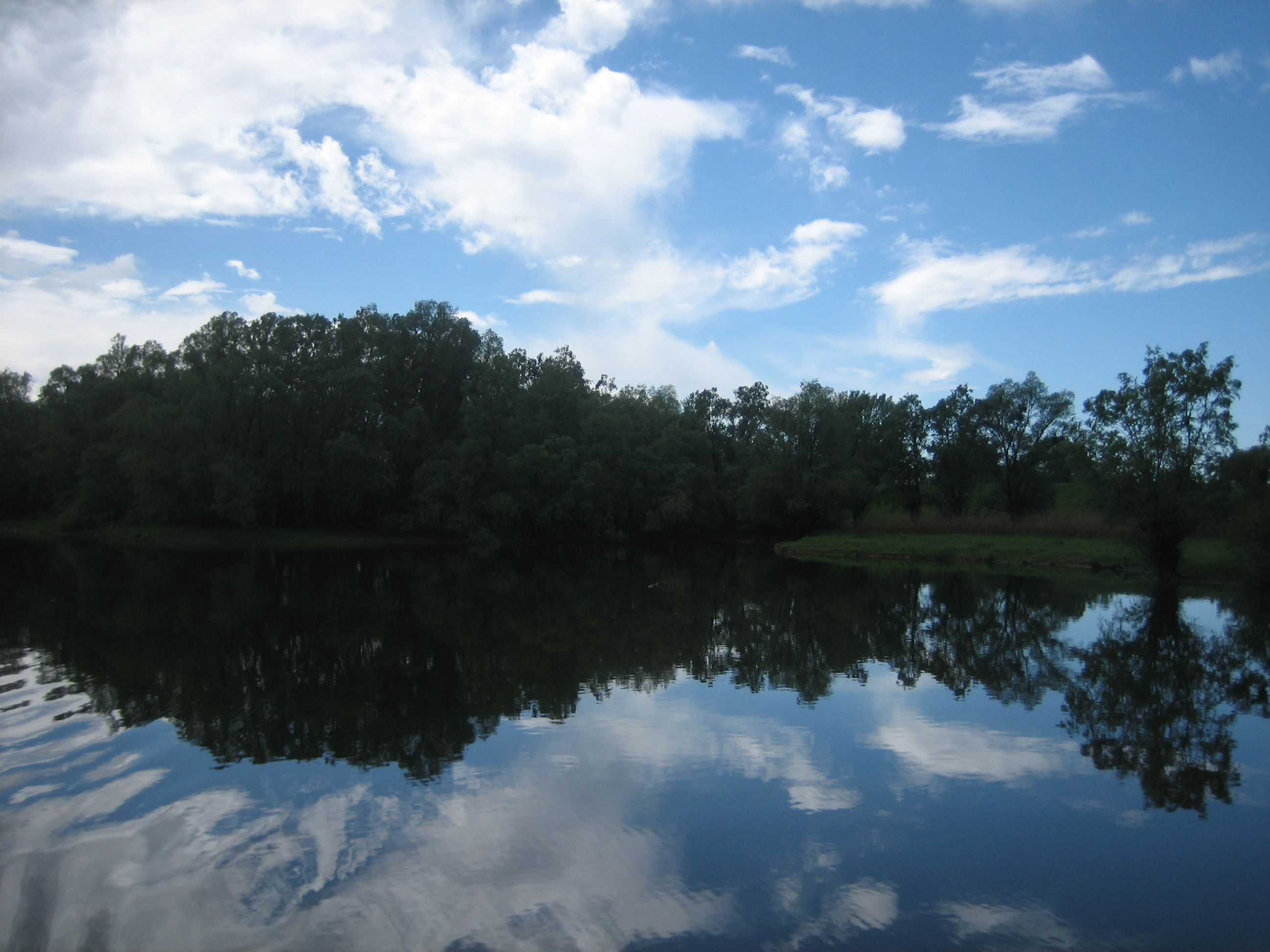
Parque Kopački Rit.

Kopački Rit (Kopački Tršćak) es un parque natural en la zona Este de Croacia. Está localizado al norte de la confluencia de los ríos Drava y el Danubio, situado en la frontera con Serbia. Se constituye por muchos pantanos y estanques a lo largo del Danubio. Es una de las zonas pantanosas más importantes, extensas y conservadas de Europa.  Establecido como parque natural en 1967, protege una superficie de  177 km². El 2 de marzo de 1993, un área de 23 126,3 ha fue declarado como Sitio Ramsar (n.º ref. 583). En 2012, fue también establecida como reserva de la biosfera de la Unesco «Mura-Drava-Danubio».
La vecindad de la ciudad de Osijek, así como unas comunicaciones excelentes (por carretera, tren, avión y barco) permiten una alta tasa de visitantes. También están próximos Bilje, Kopačevo, Podunavlje, Vardarac, Grabovac, Suza, Zlatna Greda y Batina. Esta reserva tanto por su naturaleza "intacta" como su flora y fauna, atraen además a muchos expertos y científicos de toda Europa. 
Una parte de Kopački Rit ha sido designada como reserva zoológica especial. Alrededor de 260 especies de pájaros anidan aquí y muchos otros usan esta área como refugio temporal en la migración desde las regiones más frías del Norte, hacia las más cálidas en el Sur. 
En el parque hay 40 especies de peces raras. Varias especies de mamíferos pueblan el área. La flora típica de humedales se puede encontrar también en Kopački Rit.
Visitas turísticas guiadas en barco, a caballo o a pie están disponibles para los visitantes.
La pesca con caña y la caza se permiten en ciertas partes de Kopački Rit, que están bajo un estatus de menor protección.

## Figuras de protección
- 1967: parte del área fue puesta bajo protección: “Narodne novine” 45/67. (1967. P.Z. br. 228.)  El área protegida es de 23.230 ha, de las que  7.700 ha son reserva zoológica específica. Esa reserva fue puesto bajo estricta protección.
- 1989: el área cumple con los requisitos de "Áreas importantes para la conservación de las aves" (IBA)
- 1992: el humedal pertenece a la Convención de Ramsar.
- 1999: el parque natural Kopački rit fue nominado para la Lista del Patrimonio de la Humanidad de la UNESCO, siendo rechazado por falta de integridad.
- 2008: una parte importante en la red Natura 2000.
- 2012: reserva de la biosfera de la Unesco «Mura-Drava-Danubio».